# Marie Bernard Nanning Bolderman
Marie Bernard Nanning Bolderman (Zutphen, 13 oktober 1874 - Amsterdam, 17 februari 1915) was een Nederlands waterbouwkundige. 
Hij was zoon van Helena Johanna Vriesman en Hendrik Jan Bolderman. Hij studeerde aan de Polytechnische School te Delft, hij behaalde het diploma Civiel ingenieur in 1895. Hij begon zijn carrière bij de Rijkswaterstaat waar hij gewerkt heeft aan de verbetering van de Vecht. Hij was van 1904 tot 1908 leraar waterbouwkunde aan de Koninklijke Militaire Academie in Breda. Vanaf 1905 was hij (na een jaar op proef), chef de bureau bij Gemeentelijk Bouw- en Woningtoezicht van de gemeente Amsterdam. In 1913 werd hij overgeplaatst naar de Dienst der Publieke Werken (ingenieur, adjunct-hoofd van een afdeling).
In 1908 nam hij samen met ir. Dwars het initiatief om bij het Koninklijk Instituut van Ingenieurs een commissie in te stellen om toezicht te houden op de examens van waterbouwkundige opzichters en spoorwegopzichters. 
Hij redigeerde hij met ir. Dwars een tekstboek over de weg- waterbouwkunde. Dit boek beleefde vele herdrukken en werd tot eind 20e eeuw gebruikt in het HBO-onderwijs.
Hij werd in Zutphen begraven. Zijn verklaring van overlijden vermeldt geen echtgenote. 
- International Standard Name Identifier: 0000 0003 9073 9150
- Nederlandse Thesaurus van Auteursnamen: 072640723
- Virtual International Authority File: 284453421